# Dặc Khiêm
Dặc Khiêm (tiếng Trung: 弋謙, ? - 1451), người Đại Châu, phủ Thái Nguyên , quan viên nhà Minh, nổi tiếng cương trực, từng 2 lần làm việc ở Việt Nam (nhà Minh gọi là Giao Chỉ) trong Kỷ thuộc Minh.

## Tiểu sử
Thời Minh Thành Tổ, Khiêm đỗ tiến sĩ ; được trừ chức Giám sát ngự sử, rồi ra làm Án Giang Tây. Khiêm bàn luận trái ý hoàng đế, nên bị biếm làm Giáp Sơn tri huyện ở Giao Chỉ. Năm Vĩnh Lạc thứ 19 (1421), Khiêm tố cáo bọn tổng binh Lý Bân bắt nộp Dương Cung giả, bị miễn quan về nhà.
Minh Nhân Tông còn là Thái tử, đã biết Khiêm trung trực. Đến khi lên ngôi, Nhân Tông triệu Khiêm làm Đại Lý thiếu khanh. Ban đầu Khiêm được Nhân Tông nghe theo, về sau hoàng đế cảm thấy khó chịu, lại thêm bọn Lữ Chấn đón ý mà đàn hặc ông, khiến hoàng đế tuy không bắt tội ông, nhưng dần xa lánh, không cho ông tham dự buổi chầu sớm. Hơn tháng sau, Nhân Tông thấy chẳng còn ai dám nói gì, bèn tự giáng tỷ thư nhận lỗi, cho Khiêm vào chầu trở lại. Bấy giờ trung quan (tức hoạn quan) chọn gỗ ở Tứ Xuyên, tham lam hoành hành. Nhân Tông cho rằng Khiêm trong sạch ngay thẳng, mệnh cho ông đi trị lý, ban tiền sao để chi dùng; Khiêm bèn bãi việc chọn gỗ.
Đầu thời Minh Tuyên Tông, Giao Chỉ hữu bố chánh Thích Tốn có tội tham dâm nên bị truất, Khiêm nhận lệnh đi thay; trên thực tế ông coi việc của cả Bố chánh sứ tư . Quân Minh thất bại, Khiêm nằm trong số quan lại, tướng lĩnh tham dự hội thề Đông Quan , rời Giao Chỉ quay về, bị luận tội đáng chết. Đầu thời Minh Anh Tông, Khiêm được phóng thích làm dân. Sau sự biến Thổ Mộc, Khiêm vào triều, tiến cử Vương Thông cùng bọn Ninh Mậu, Nguyễn Thiên 13 người, cho rằng bọn họ đều là kỳ tài có thể dùng. Mọi người đề nghị lấy Thông làm phó tướng cho Thạch Hanh, Khiêm xin dùng Thông làm chủ tướng, việc bị bỏ qua. Triều thần cho rằng Khiêm có danh vọng lớn, tâu xin giữ ông lại, Minh Đại Tông không trả lời. Năm Cảnh Thái thứ 2 (1451), Khiêm lại lên kinh, dâng sớ tiến cử bọn Vương Thông, Đại Tông không tiếp nạp. Khiêm trở về quê nhà, không lâu sau thì mất.

## Vụ án Dương Cung giả
Tướng nhà Minh là bọn Tổng binh Lý Bân không tìm được thủ lĩnh nghĩa quân là Dương Cung, bèn bắt sinh viên ở huyện Giáp Sơn là Phạm Luận, vu cáo Luận là Dương Cung, còn bắt cả gia thuộc của Luận là bọn Phạm Xã, gởi về Yên Kinh. Khiêm xác thực Luận không phải là Dương Cung, muốn tố cáo; Lý Bân bèn giải cả ông và Luận về Yên Kinh, giao cho Pháp tư . Khiêm bị kết tội, chịu miễn quan ; vụ án khép lại .

## Nói thẳng mất lòng
Khiêm làm Đại Lý thiếu khanh, nhận xét thẳng thắn về tình hình chánh trị đương thời, tố cáo quan lại tham tàn, cho rằng chánh sự phần nhiều không còn được như thời Hồng Vũ, còn kẻ có chức trách thì tham ô không chán; được Nhân Tông phần nhiều nghe theo. Khiêm bàn đến Ngũ sự , lời lẽ và thái độ kích động, khiến Nhân Tông không vui. Bọn thượng thư Lữ Chấn, Ngô Trung, thị lang Ngô Đình Dụng, Đại Lý khanh Ngu Khiêm nhân đó hặc Khiêm vu cáo; Đô ngự sử Lưu Quan lệnh cho các ngự sử cùng bắt lỗi ông. Nhân Tông triệu bọn Dương Sĩ Kỳ nói về việc ấy, Sĩ Kỳ đáp rằng: “Khiêm không am tường đại thể, nhưng có lòng cảm ơn cất nhắc vượt bậc, muốn lo nghĩ báo đáp. Chúa thánh minh thời có bề tôi ngay thẳng, mong bệ hạ dung thứ ông ta.” Nhân Tông bèn không trị tội Khiêm, nhưng mỗi lần gặp ông, lời lẽ và sắc mặt đều không vui. Sĩ Kỳ lựa lời nói: “Bệ hạ giáng chiếu cầu lời nói thẳng, Khiêm nói năng không hợp ý, gây phẫn nộ. Triều thần sợ hãi, lấy lời ấy làm răn. Nay bề tôi vào chầu từ bốn phương đều tập trung dưới cửa khuyết, thấy Khiêm như vầy, sẽ nói bệ hạ không thể chịu được lời nói thẳng.” Nhân Tông sợ hãi nói: “Đây là bởi trẫm không chịu được, lại thêm bọn Lữ Chấn đón ý khiến trẫm càng quá đáng, đến nay mới gây ra như vậy.” Nhân Tông bèn không cho Khiêm tham dự buổi chầu, lệnh cho ông chỉ làm việc tại cơ quan.
Ít lâu sau, Nhân Tông cho rằng người dám nói ngày càng ít đi, lại triệu Sĩ Kỳ nói: “Trẫm giận Khiêm nói thẳng khó nghe, triều thần hơn tháng không ai nói gì. Người nói với các bề tôi, tỏ rõ tấm lòng trẫm.” Sĩ Kỳ nói: “Thần nói suông không đủ tin, xin đích thân giáng tỷ thư.” Nhân Tông lệnh cho người đặt bàn, tự viết sắc nhận lỗi, cho Khiêm tham dự buổi chầu trở lại .